# Міністерство національної єдності України
Міністерство національної єдності України (Міннац'єдності) — колишнє українське міністерство. До 3 грудня 2024 року мало назву Міністерство з питань реінтеграції тимчасово окупованих територій України, скорочено Мінреінтеграції. Забезпечувало формування та реалізує державну політику з питань тимчасово окупованих територій України та прилеглих до них територій, допомогу внутрішньо переміщеним особам (ВПО), громадянам України, які перебувають на деокупованих територіях (ДОТ), на територіях, які тимчасово окуповані (ТОТ), українським біженцям за кордоном і насильно депортованим громадянам України.
З початку повномасштабного вторгнення РФ одна з основних місій Мінреінтеграції полягає у гуманітарному реагуванні на проблеми людей, які постраждали через війну. Насамперед йдеться про внутрішньо переміщених осіб і мешканців прифронтових територій.
21 липня 2025 року Кабінет Міністрів України своєю постановою ліквідував Міністерство національної єдності шляхом приєднання функцій до Міністерства соціальної політики, сім’ї та єдності України.

## Історія
Попередньо (первісно) Міністерство було утворене Урядом 20 квітня 2016 року шляхом злиття Державного агентства з питань відновлення Донбасу і Державної служби з питань АР Крим та Севастополя під назвою Міністерство з питань тимчасово окупованих територій та внутрішньо переміщених осіб України (МТОТ).
2 вересня 2019 року Уряд приєднав МТОТ до Міністерства у справах ветеранів, тимчасово окупованих територій та внутрішньо переміщених осіб.
Згідно з постановою Кабміну від 11 березня 2020 року № 212 Уряд відмінив рішення про реорганізацію Міністерства з питань тимчасово окупованих територій та внутрішньо переміщених осіб шляхом приєднання до Міністерства у справах ветеранів, тимчасово окупованих територій та внутрішньо переміщених осіб і перейменував Міністерство з питань тимчасово окупованих територій та внутрішньо переміщених осіб України на Міністерство з питань реінтеграції тимчасово окупованих територій України. В постанові було зазначено, що Міністерство з питань реінтеграції тимчасово окупованих територій реалізуватиме державну політику з питань тимчасово окупованих територій у Донецькій і Луганській областях та тимчасово окупованої території Автономної Республіки Крим і м. Севастополя.
17 березня 2022 року під час засідання Уряду України при Міністерстві з питань реінтеграції тимчасово окупованих територій було створено Національне інформаційне бюро (НІБ), ключовою метою якого є збір — усіма можливими способами — й узагальнення даних про військовополонених, загиблих, зниклих безвісти, незаконно затриманих окупантами, в тому числі й з-поміж мирного населення з обох сторін воєнних дій.
Також 17 березня 2022 року при Міністерстві було створено державне інформагентство «Ре-інформ». Його завданням стала робота для українців на тимчасово окупованих територіях, а також поширення в Україні й поза її межами суспільно важливої інформації.
У квітні 2022 року при Мінреінтеграції створено інститут Уповноваженого з питань осіб, зниклих безвісти за особливих обставин.
28 червня 2022 року запроваджено посаду Уповноваженого з питань внутрішньо переміщених осіб.
20 серпня 2024 року президент Володимир Зеленський анонсував створення інституції, яка забезпечить глобальну українську єдність та протидіятиме російським впливам на українців за кордоном. Мільйони українців проживають в інших країнах, і їхні зв'язки з Україною, а також захист спільних національних інтересів потребують активної державної підтримки.
3 грудня 2024 року Уряд перейменував Міністерство з питань реінтеграції тимчасово окупованих територій на Міністерство національної єдності України.

## Завдання Мінєднання
1. Евакуація цивільних осіб із небезпечних зон.
2. Гуманітарна допомога та соціальний захист внутрішньо переміщених осіб і мешканців прифронтових територій.
3. Відновлення та реінтеграція деокупованих територій.
4. Інтеграція внутрішньо переміщених осіб у приймаючі громади.
5. Дотримання положень міжнародного гуманітарного права.
6. Ведення реєстрів військовополонених, цивільних заручників, депортованих і примусово переміщених осіб.
7. Допомога звільненим з полону.
8. Повернення депортованих громадян.
9. Повернення тіл загиблих оборонців.
10. Пошук осіб, зниклих безвісти. Створено посаду Уповноваженого з питань зниклих безвісти.
11. Захист інформаційного суверенітету. Забезпечення інформаційного впливу на мешканців тимчасово окупованих територій, прифронтових районів, а також деокупованих територій.
12. Санкційна політика.
13. Протимінна діяльність.[7]

## Структура Мінреінтеграції
Мінреінтеграції мало таку структуру:
- Керівництво
- Патронатна служба Міністра (самостійний відділ)
- Директорат стратегічного планування та європейської інтеграції
- Директорат у справах внутрішньо переміщених осіб та тимчасово окупованих територій
- Департамент захисту прав громадян, постраждалих внаслідок збройної агресії
- Департамент правового забезпечення
- Фінансово-господарське управління
- Управління інформаційної політики
- Управління комунікації та преси
- Управління цифрового розвитку, цифрових трансформацій і цифровізації
- Управління роботи з персоналом та організаційного розвитку
- Секретаріат Державного секретаря (самостійне управління)
- Секретаріат Уповноваженого з питань осіб, зниклих безвісти за особливих обставин (самостійне управління)
- Секретаріат Уповноваженого з питань внутрішньо переміщених осіб (самостійний сектор)
- Відділ бухгалтерського обліку та звітності
- Відділ взаємодії з органами державної влади
- Відділ управління персоналом
- Сектор внутрішнього аудиту
- Сектор з питань запобігання та виявлення корупції
- Головний спеціаліст з режимно-секретної роботи
- Головний спеціаліст з мобілізаційної роботи
- Головний спеціаліст з питань внутрішнього контролю
- Департамент кризового реагування.

### Окремо у підпорядкуванні знаходяться
- Національне інформаційне бюро (НІБ)
- державне інформагентство «Ре-інформ»
- державне підприємство «Реінтеграція та відновлення».

## Діяльність
З перших тижнів повномасштабного вторгнення організовано 165 гуманітарних коридорів, якими за березень-травень евакуйовано понад 350 тисяч цивільних осіб: переважно жінок, дітей і літніх людей, втому числі цивільних осіб з Азовсталі.
Забезпечено роботу Координаційних штабів з питань евакуації цивільного населення з небезпечних територій, в межах роботи яких загалом евакуйовано більш як 150 тисяч осіб.
Створено інститут Уповноваженого з питань осіб, зниклих безвісти за особливих обставин. Створено 7 спеціальних груп з пошуку тіл, речей і документів загиблих осіб. Вони здійснили понад 50 виїздів на деокуповані території, в результаті яких ексгумовано більш як 700 тіл (останків), речей і документів. Уповноваженим організовано 16 передач тіл загиблих, у результаті яких забезпечено репатріацію 869 тіл (останків) загиблих у зв'язку зі збройною агресією проти України.
У червні 2022 року запроваджено посаду Уповноваженого з питань внутрішньо переміщених осіб. Уповноважений ініціював перегляд затвердженої Стратегії інтеграції внутрішньо переміщених осіб і впровадження середньострокових рішень щодо внутрішнього переміщення до 2024 року. Підготовлено проєкт оновленої Стратегії. Також підготовлено 3 щомісячні доповіді Уповноваженого зпитань ВПО.
У червні 2022 року утворений Координаційний штаб з питань захисту прав депортованих осіб. В межах роботи штабу надано сприяння понад 200 тисячам осіб, які покинули територію рф. Створено портал «Діти війни», вмежах роботи якого налагоджено збір і міжвідомчий обмін інформацією стосовно депортованих дітей.
Наразі зібрано інформацію про понад 13 тисяч депортованих дітей. Забезпечено виконання Закону України «Про соціальний і правовий захист осіб, стосовно яких встановлено факт позбавлення особистої свободи внаслідок збройної агресії проти України, та членів їхніх сімей», який був поданий Президентом України та набрав чинності 19 листопада 2022 року.
1448 особам, звільненим з полону, та 462 сім'ям військових і цивільних осіб у полоні, виплачено разову грошову допомогу по 100 тис. грню. Загальна сума допомоги — 191 мільйон гривень.

## Положення про міністерство
Положення про МТОТ затверджене на засіданні Уряду 8 червня 2016 року. Відповідно до редакції постанови Кабінету Міністрів України від 6 травня 2020 року № 371, Мінреінтеграції є головним органом у системі центральних органів виконавчої влади, що забезпечує формування та реалізує державну політику з питань тимчасово окупованої російською федерацією території України, а також прилеглих до неї територій, дотримання норм міжнародного гуманітарного права на всій території України, інформаційного суверенітету України, у сфері захисту прав примусово переміщених (депортованих) осіб, зокрема захисту прав осіб, депортованих за національною ознакою.
Положення про Мінєдності станом на січень 2025 р. не прийняте.

## Міністри
1. Черниш Вадим Олегович (14 квітня 2016 по 29 серпня 2019)
2. Коляда Оксана Василівна (29 серпня 2019 по 4 березня 2020)
3. Резніков Олексій Юрійович (з 4 березня 2020 по 3 листопада 2021)
4. Верещук Ірина Андріївна (з 4 листопада 2021 по 5 вересня 2024)
5. Стельмах Анатолій Юрійович (в. о.) (з 6 вересня 2024 по 3 грудня 2024)
6. Чернишов Олексій Михайлович (з 3 грудня 2024) — Віцепрем’єр-міністр України – Міністр національної єдності України

## Керівництво
- Міністр — Олексій Чернишов
- Заступник міністра —Анатолій Стельмах
- Заступник міністра з питань цифрового розвитку, цифрових трансформацій та цифровізації — Олексій Бруслик
- Заступник міністра — Роман Усенко
- Заступник міністра з питань європейської інтеграції — Михайло Латинський
- Державний секретар міністерства — Кирило Домбровський[12].

## Гарячі лінії міністерства
Для організації консультування ВПО, громадян, які проживають на тимчасово окупованих територіях, цивільного населення, постраждалого внаслідок збройної агресії російської федерації проти України, а також інших осіб у Мінреінтеграції запроваджено роботу гарячих ліній:
- 1548 — гаряча лінія з кризових питань[13];
- 1648 — гаряча лінія Національного інформаційного бюро з питань, які стосуються військовополонених і загиблих, утримуваних цивільних осіб, зниклих безвісти та депортованих осіб[14];
- +38 (066) 813-62-39 — гаряча лінія Уповноваженого з питань ВПО[15];
- 0 800 339 247 — гаряча лінія Уповноваженого з питань осіб, зниклих безвісти за особливих обставин[16];
- 0 800 750 107 — гаряча лінія Мінреінтеграції.